# 消失的地平线 (1937年电影)
《消失的地平线》（英語：Lost Horizon）是一部1937年的美國电影，由法蘭克·卡普拉执导，羅伯特·里斯金编剧，主演是羅納·考爾門。该片改编自詹姆斯·希爾頓的1933年同名小说《消失的地平線》。电影超出了预算776000美元，花了五年时间才把成本赚回来。此片导致的财政危机破坏了卡普拉和工作室负责人哈利·科恩，以及卡普拉和编剧里斯金之间的友谊。
Stephen Goosson赢得了奥斯卡奖最佳美术指导，傑納·哈夫利克和吉恩·米爾福德共享奥斯卡最佳剪辑奖。

## 演員
- 羅納·考爾門 飾 Robert Conway
- 珍妮·瓦耶特 飾 Sondra Bizet
- H·B·華納（英语：H. B. Warner） 飾 Chang
- 山姆·傑飛（英语：Sam Jaffe） 飾 High Lama
- 約翰·霍華德（英语：John Howard (American actor)） 飾 George Conway
- 艾華·埃弗雷特·霍爾頓（英语：Edward Everett Horton） 飾 Alexander P. Lovett
- 托马斯·米切尔 飾 Henry Barnard
- Margo（英语：Margo (actress)） 飾 Maria
- 伊莎貝爾·傑威爾（英语：Isabel Jewell） 飾 Gloria Stone

未掛名演員
- 休伊·巴克勒（英语：Hugh Buckler） 飾 Lord Gainsford
- Willie Fung（英语：Willie Fung） 飾 Bandit leader at fuel stop-over
- 理查德·盧 飾 Shanghai airport official
- 倫納德·穆迪（英语：Leonard Mudie） 飾 Foreign Secretary
- 大衛·托倫斯（英语：David Torrence） 飾 Prime Minister
- 維克多·王（英语：Victor Wong (actor born 1906)） 飾 Bandit leader
- 索尼·巴普（英语：Sonny Bupp） 飾 Boy being carried to plane
- 諾布爾·約翰遜（英语：Noble Johnson） 飾 leader of Porters on return journey
- 瑪格麗特·麥克韋德（英语：Margaret McWade） 飾 missionary